# Brzozów (gemeente)
De gemeente Brzozów is een stad- en landgemeente in het Poolse woiwodschap Subkarpaten, in powiat Brzozowski.
De zetel van de gemeente is in Brzozów.
Op 30 juni 2004 telde de gemeente 26 143 inwoners.

## Oppervlakte gegevens
In 2002 bedroeg de totale oppervlakte van gemeente Brzozów 103,18 km², waarvan:
- agrarisch gebied: 67%
- bossen: 24%

De gemeente beslaat 19,09% van de totale oppervlakte van de powiat.

## Demografie
Stand op 30 juni 2004:
| Omschrijving                   | Totaal | Totaal | Vrouwen | Vrouwen | Mannen | Mannen |
| ------------------------------ | ------ | ------ | ------- | ------- | ------ | ------ |
| eenheid                        | aantal | %      | aantal  | %       | aantal | %      |
| inwoners                       | 26 143 | 100    | 13 344  | 51      | 12 799 | 49     |
| bevolkingsdichtheid (inw./km²) | 253,4  | 253,4  | 129,3   | 129,3   | 124    | 124    |

In 2002 bedroeg het gemiddelde inkomen per inwoner 127489725000000,18 zł.

## Plaatsen
Brzozów, Górki, Grabownica Starzeńska, Humniska, Przysietnica, Stara Wieś, Turze Pole, Zmiennica.

## Aangrenzende gemeenten
Domaradz, Dydnia, Haczów, Jasienica Rosielna, Nozdrzec, Sanok, Zarszyn